# Арбузов Євгеній Геннадійович
Арбу́зов Євге́ній Генна́дійович (нар. 29 серпня 1976, СРСР) — колишній український футболіст, що грав на позиції нападника. Відомий завдяки виступам у складі армянського «Титан». Один з найкращих бомбардирів розіграшу Кубка України 2001/02 років.

## Життєпис
Дебют Євгенія Арбузова у професійному футболі відбувся 14 липня 1997 року в кубковому протистоянні команди «Кривбас-2», у якій виступав футболіст на той час, та ФК «Зірка-2». Більше двох років після цієї події Арбузов не з'являвся на професійній арені, аж до моменту підписання контракту з армянським «Титаном». Євгеній доволі швидко став одним з лідерів та найкращих бомбардирів нової команди. У 2001/02 роках він розділив звання найвлучнішого стрільця розіграшу кубка України з Андрієм Воробеєм та Максимом Шацьких.
В надії вийти на більш високий змагальний рівень, Євгеній Арбузов залишив Армянськ та перейшов у 2002 році до лав брестського «Динамо», де провів 2 сезони. Основним футболістом білоруської команди він так і не став, з'являючись на полі лише періодично.
У 2004 році Арбузов повернувся до «Титана» і, витративши півсезону на адаптацію, знову взяв на себе роль лідера та головної атакуючої одиниці колектива. У сезоні 2007/08 Євгеній з 20 забитими м'ячами разом з Віктором Ареф'євим та Юрієм Кудіновим став найкращим бомбардиром групи «Б» другої ліги. Втім, після закінчення наступного сезону керівництво «Титану» взяло курс на омолодження складу і Арбузов змушений був шукати новий клуб, яким став криворізький «Гірник». Відігравши перше коло у складі нової команди, Євгеній вирішив повісити бутси на цвях.

## Досягнення
Командні трофеї
- Срібний призер групи «Б» другої ліги чемпіонату України (1): 2007/08
- Бронзовий призер групи «Б» другої ліги чемпіонату України (1): 2006/07

Індивідуальні здобутки
- Найкращий бомбардир кубка України (1): 2001/02
- Найкращий бомбардир групи «Б» другої ліги чемпіонату України (1): 2007/08